# Kreisgericht Lüdinghausen
Das Kreisgericht Lüdinghausen war von 1851 bis 1879 ein preußisches Kreisgericht mit Sitz in Lüdinghausen.

## Geschichte
In Lüdinghausen bestand zwischen 1815 und 1949 das Land- und Stadtgericht Lüdinghausen als Eingangsgericht. Die „Verordnung über die Aufhebung der Privatgerichtsbarkeit und des eximierten Gerichtsstandes sowie über die anderweitige Organisation der Gerichte“ vom 2. Januar 1849 hob die Patrimonialgerichtsbarkeit auf. Gleichzeitig wurde das Appellationsgericht Münster geschaffen, dem Kreisgerichte, darunter das Kreisgericht Recklinghausen zugeordnet waren. Dessen Sprengel umfasste die Kreise Recklinghausen und Lüdinghausen. In Lüdinghausen und Werne bestanden Gerichtsdeputationen.
Zum 1. April 1851 wurde dieses geteilt und ein eigenes Kreisgericht Lüdinghausen eingerichtet. Sein Sprengel umfasste den Kreis Lüdinghausen mit den Städten Lüdinghausen und Werne. Der Sprengel umfasste 39.425 Gerichtseingesessene. Das zuständige Schwurgericht war das Kreisgericht Münster. Eine Gerichtsdeputation bestand in Werne. Gerichtstage wurden in Drensteinfurt gehalten. Am Gericht waren ein Direktor und 5 Kreisrichter beschäftigt.
Mit den Reichsjustizgesetzen wurden die Gerichte im Deutschen Reich vereinheitlicht. Das Kreisgericht Lüdinghausen wurde aufgehoben. Neu eingerichtet wurde nun das Amtsgericht Lüdinghausen im Bezirk des Landgerichtes Münster.

## Gerichtsdeputation Werne
Die Gerichtskommission Werne umfasste die Stadt und das Kirchspiel Werne, die Orte Stockum und Bockum und das Kirchspiel Altlünen. 1879 wurde die Gerichtskommission Werne aufgehoben und das Amtsgericht Werne gebildet.

## Richter

### Direktoren
- Strotkamp (1851–1867)
- Bangen (1867–1879)

### Kreisgerichtsräte
- Schmitz (1851–1862)
- Fatken (1851–1861)
- Pahl (1851–1861)
- von Hatzfeld (1851–1864)
- Zumfelde (1861–1879)
- Dierickx I (1861–1864)
- Ficker (1864–1867)
- Holle (1864–1869)
- Feldhaus (1865–1870)
- Bucholtz (1865–1870)
- Dierickx II (1869–1879)
- Füisting (1870–1874)
- Müller (1871–1875)
- Humperdinck (1874/1875)
- Schraub (1877–1879)
- Luigs (1875–1879)

### Kreisrichter bzw. Kreisgerichtsräte der Gerichtsdeputation Werne
- Schmitz (1849–1862)
- Sprickmann-Kerkerinck (1849–1866)
- Windhorst (1866–1873/74)
- Müll (1873–1875)
- Hempel (1875–1877)
- Doberstein (1877–1879)
- Graf von Korff-Schmising (1879)[5]